# Seidlalm
Die Seidlalm ist eine Alm und ein Wirtshaus in der Stadtgemeinde Kitzbühel im österreichischen Bundesland Tirol. Sie liegt direkt an der weltberühmten Abfahrtsstrecke Streif und gilt als „Geburtsort“ des alpinen Skiweltcups.

## Lage und Umgebung
Die Seidlalm liegt ungefähr auf halber Höhe zwischen der Stadt Kitzbühel und dem Hahnenkamm. Sie befindet sich im Mittelteil der Weltcup-Abfahrtsstrecke Streif zwischen den Passagen Alte Schneise und Lärchenschuss. Der Rennabschnitt Seidlalm ist durch vergleichsweise flaches Gelände gekennzeichnet und weist eine langgezogene Linkskurve auf, die das Wirtshaus ost- bis nordseitig umfährt. Die Seidlalm liegt am Nordosthang des 1391 m ü. A. hohen Seidlalmkopfs, der in der Vergangenheit durch die Streifalm-Sesselbahn erreichbar war, und einen nördlichen Ausläufer des Hahnenkamms darstellt. Benachbarte Almen sind die Niedere Streifalm, die Zenzeralm und die Neuhausalm.

## Geschichte
Die Entstehung der Seidlalm wird im frühen 17. Jahrhundert vermutet, genaue Aufzeichnungen über die Geschichte gibt es nicht. 1925 befand sich die Alm im Besitz des Schlosses Lebenberg, danach übernahm der Großvater von Hansi Hinterseer die Wirtschaft. Während der spätere Skirennläufer und Schlagersänger auf der Alm aufwuchs, baute seine Tante sie zu einem Gasthaus aus. Später vergab der Grundeigentümer die Pacht für Gasthaus und Almwirtschaft an den Kitzbüheler Ski Club. Während der Sommermonate weiden etwa drei Dutzend Kühe auf der Seidlalm.
Im Jänner 1966 traf der Journalist Serge Lang mit den Cheftrainern Frankreichs und der USA, Honoré Bonnet und Bob Beattie, im Rahmen des Abschlusstrainings zur jährlichen Hahnenkammabfahrt auf der Seidlalm zusammen. Die Männer konkretisierten eine Idee Langs zu einer allwinterlichen Rennserie im alpinen Skisport und gaben ihr den Namen World Cup. Seit 1997 erinnert eine Tafel an der Außenseite des Wirtshauses an das laut Historiker Wido Sieberer bezeugte, zukunftsweisende Treffen.

## Tourismus
Die Seidlalm bildet sowohl im Winter als auch im Sommer ein beliebtes Ausflugsziel. Für Skifahrer ist sie von der Bergstation der Hahnenkammbahn über die Streif sowie deren familienfreundliche Umfahrungspiste erreichbar.

### Zugang zur Hütte
- von Kitzbühel, Bahnhof bzw. Talstation der Hahnenkammbahn (786 m)
  - über die Ganslernalm: 1¼ Stunden
  - über die Einsiedelei: 1½ Stunden
  - über Bockbergkapelle und Neuhausalm: 1¾ Stunden
- von der Bahnhaltestelle Schwarzsee (788 m): 1½ Stunden
- von Kirchberg, Talstation der Fleckalmbahn (806 m): 2 Stunden
- von der Bergstation der Hahnenkammbahn (1662 m, im Abstieg): ¾ Stunde

### Tourenziele
- Niedere Streifalm (1280 m): ½ Stunde
- Hahnenkamm (Hauptgipfel, 1712 m): 1½ Stunden
- Ehrenbachhöhe (1802 m): 1¾ Stunden
- Steinbergkogel (1972 m): 3 Stunden